# حمام ارگ
حمام ارگ از آثار باستانی شهر اراک و مربوط به دوره قاجار است. این حمام از اولین حمام‌های شهر اراک است و قدمتی بالغ بر ۱۵۰ سال دارد.
حمام ارگ تا سال ۱۳۴۰ حمام عمومی خزینه بود و سپس با افزودن الحاقاتی به بنا، تا سال ۱۳۶۶ در قالب حمام نمره فعالیت می‌کرد. در فرایند مرمت حمام، این الحاقات حذف شده‌است تا حمام شکل اصیل خود را به نمایش بگذارد.
گرمای موردنیاز برای آب و گرم‌خانهٔ این حمام به روشی سنتی و از طریق تون و تیان، فراهم می‌شده. این حمام مانند بسیاری از حمام‌های سنتی ایران دارای سیستم گرمایش از کف بوده‌است.
حمام ارگ اراک از جمله بناهایی است که به‌دلیل قرارگیری در میدان اصلی و همجوار ارگ حکومتی اراک در دوران قاجار، و سبک معماری خاص خود، ارزش بالایی دارد.
این حمام در گذشته به گرمابه چاله‌میدان مشهور بود.
حمام ارگ در میدان ارگ واقع شده و با شمارهٔ ثبت ۲۹۷۰۹ به‌عنوان یکی از آثار ملی ایران به ثبت رسیده‌است.